# Хъмбоулт (окръг, Невада)
Вижте пояснителната страница за други значения на Хъмбоулт.
Окръг Хъмбоулт (на английски: Humboldt County) е окръг в щата Невада, Съединени американски щати. Площта му е km², а населението – 16 842 души (2016). Административен център е град Уинемъка.